# Charles Chiniquy
Charles Chiniquy (ur. w 1809 w Kamouraska, zm. w 1899 w Montrealu) – kanadyjski ksiądz rzymskokatolicki, a następnie pastor Kościoła Prezbiteriańskiego; krytyk Kościoła Rzymskokatolickiego, pisarz i kaznodzieja. Za swoje dokonania na rzecz krzewienia trzeźwości został przez biskupstwo mianowany Apostołem Trzeźwości Kanady.

## Życiorys

### Młodość
Już od wczesnej młodości czytał Pismo Święte, co w tamtych czasach nie było często spotykane w domach. W książce „Pięćdziesiąt lat w Kościele Rzymskim” wspomniana jest historia wizyty proboszcza w domu Chiniquy’ich, który bez powodzenia próbował spostrzeżoną tam Biblię skonfiskować. W 1818 r. został przez rodziców wysłany do renomowanej szkoły w St. Thomas. W tym czasie po raz pierwszy zetknął się z praktyką dousznej spowiedzi. Pierwsza spowiedź była dla niego tak wielkim szokiem, że później w czasie swojej służby kapłańskiej dużo rozmyślał nad jej sensem. Szok był wywołany bezwstydnymi, gorszącymi i nazbyt nachalnymi pytaniami zadawanymi przez księdza w celu „wydobycia na światło dzienne” wszystkich grzechów”. W 1821 r. powrócił do domu rodzinnego i zaraz po tym umarł jego ojciec. Matka wraz z dwójką jego młodszego rodzeństwa znaleźli się w bardzo trudnej sytuacji materialnej. Mimo to, ksiądz jako zapłatę za odprawione w intencji zmarłego ojca modlitwy, wziął jedyną krowę, jaka żywiła poszkodowaną rodzinę.

### Przygotowanie do kapłaństwa
W 1822 roku rozpoczął studia klasyczne w Kolegium Nicolet. W trakcie studiów młody Chiniquy był rozczarowany tym, że z jednej strony otrzymał dostęp do skarbnicy wiedzy i nauki. Jednak nadrzędnym celem kształcących było nauczenie pogardy dla własnego rozumu na rzecz bezwzględnego posłuszeństwa przełożonym. To właśnie w seminarium młody Chiniquy dał się poznać teologom papieskim jako człowiek wnikliwy i dokładnie badający wszystko, czego jest nauczany. Nie jeden raz narobił wiele zamieszania, kiedy z Biblią w ręku postanowił sprzeciwić się temu, że wykładane treści są niezgodne z jej przekazem.
Wiele rozczarowania doświadczył Chiniquy w związku z podejściem do Pisma Świętego, jakie musiał wykazywać. Początkowo bardzo ucieszył się, że w końcu wręczono mu jego ukochaną księgę. Jednak wszystko stało się jasne, kiedy kazano mu złożyć przysięgę, że nigdy nie będzie interpretował Pisma Świętego, jak tylko według jednomyślnej zgody Świętych Ojców. Okazało się to krzywoprzysięstwem, gdyż po zbadaniu poglądów tych Ojców, ujawniły się one jako zaprzeczenie jednomyślności. Przysięga miała jedynie na celu stworzenie pozorów, że nie osobista, lecz tylko rzymskokatolicka interpretacja jest słuszna. Studia ukończył w 1829 r.

### Jako ksiądz
Charles Chiniquy przyjął święcenia kapłańskie w 1833 r. Dał się przekonać, że najwspanialszą rzeczą, której będzie mógł dokonywać będzie moc do zamieniania hostii w prawdziwe Bóstwo, Ciało i Krew Jezusa Chrystusa. Od początku miał jednak wiele obiekcji w związku z podejściem do łaski Boga i Marii, jakie musiał reprezentować.
Pierwszą parafią, którą mu przydzielono, była St. Charles niedaleko Quebec. Pierwsze wrażenie, jaka wywarła na nim ta parafia było jak najbardziej pozytywne. Była dobrze zorganizowana, a dzień kapłani mieli spędzać zgodnie z zapisanym planem. Jednak szybko usłyszał o przypadkach łamania celibatu przez żyjących w tych stronach. współpracowników. Szybko też dowiedział się, że większość księży w diecezji Quebec to niewierni i ateiści.
Te i kolejne przeżycia stopniowo sprawiały, że tracił zaufanie do Kościoła Rzymskokatolickiego tamtych czasów. W jednej parafii spotkał obłąkaną kobietę, której dziecko mieli zamordować księża, gdyż było poczęte po tym, jak jej spowiednik uwiódł ją.
W 1834 r. został tymczasowym proboszczem parafii Charlesbourg po zaledwie dziewięciu miesiącach służby kapłańskiej. Ostrzegano jednak, że za dużo młody Chiniquy spędza czasu na czytani Biblii, a za mało na czytaniu świętych ksiąg Kościoła. Jego poglądy oceniane jako zbyt protestanckie. Cała jego kariera kapłańska była naznaczona nawrotami takiej krytyki.

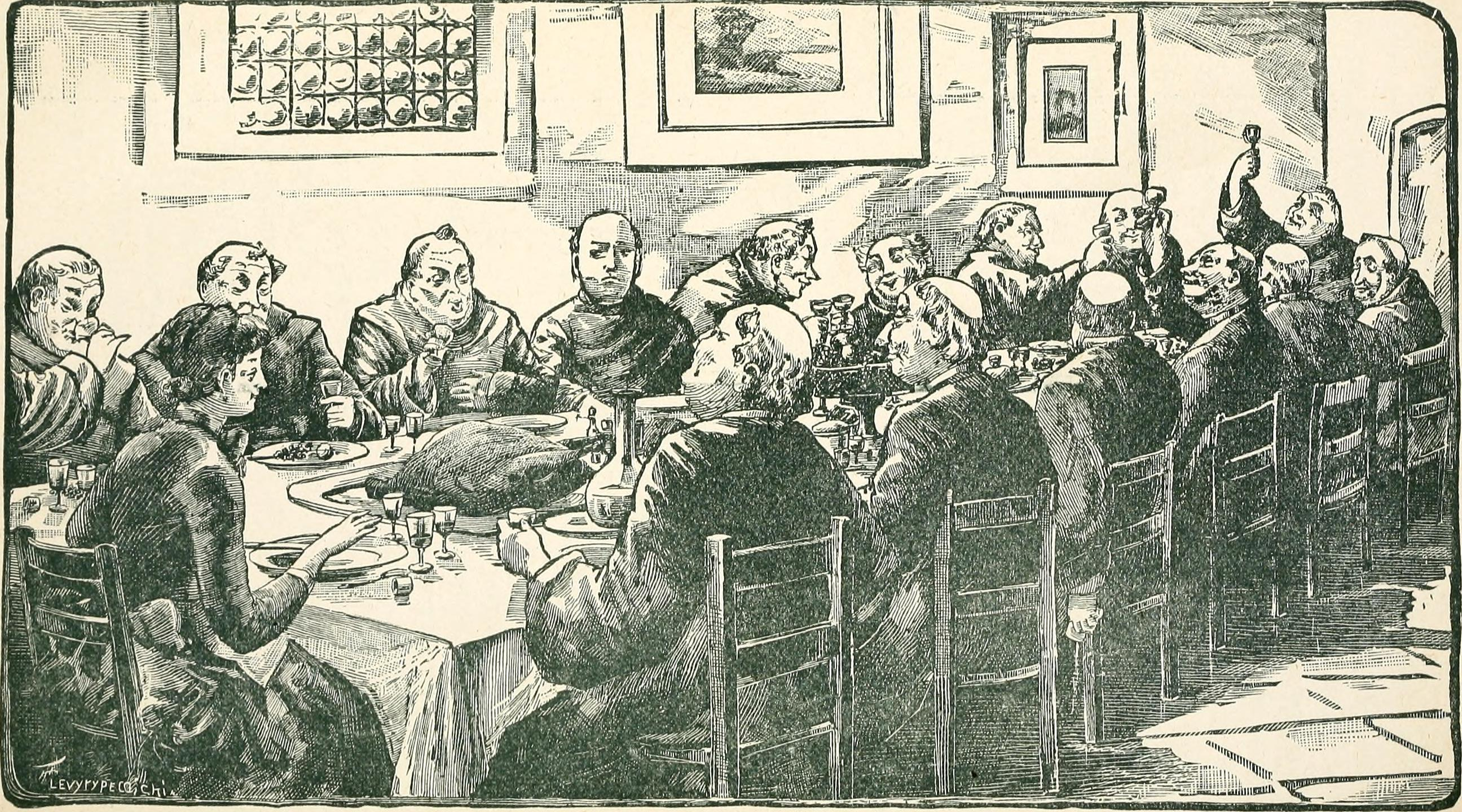
Ilustracja przedstawiająca „Wielki obiad księży” w jednym z pierwszych amerykańskich wydań „Fifty years in the Church of Rome”. Dla Chiniquy takie biesiady były nie do pogodzenia z przysięgami umiarkowania, które musieli składać księża.

W 1834 r. został wikariuszem parafii St. Roch w Quebec na cztery lata. Dowiedział się tam jak ogromne sumy pieniędzy są zbierane od katolików w Ameryce Północnej na odprawianie mszy za zmarłych. A najgorsze w tym wszystkim okazało się to, że księża nie mają fizycznej możliwości odprawiać tak wielkiej ilość mszy, za którą dostają pieniądze. W związku z tym pieniądze za nieodprawione msze trafiały do rąk biskupów. Chiniquy dowiedział się później, że część pieniędzy jest wysyłanych do Francji, aby tamtejsi księża odprawiali msze za bardzo mizerne kwoty. Reszta trafia w ręce biskupa. Próba połowicznego rozwiązania tego świętokradztwa zaowocowała pierwszym konfliktem młodego księdza z biskupem, który był ogromnie zaskoczony tak stanowczą reakcją ze strony swojego podwładnego. Od tamtego czasu Chiniquy nierzadko spotykał się z kierowanymi w jego stronę opiniami typu „mały reformator”, „Luter au petit pied”.
W 1838 r. dostał od biskupa nominację na proboszcza Beauport. Parafia słynęła ze swojej nędzy i pijaństwa. Szybko dał się poznać jako ksiądz gorliwy i stanowczy. Założył także w tej parafii towarzystwo trzeźwości. To spowodowało, że służba w tej plebanii spotkała się z falą krytyki ze strony kleru. Pomimo wielkich sukcesów, jakie odniósł w zarządzaniu Beauport, w 1942 r. został przeniesiony do Kamouraska. Było to wbrew woli tamtejszego kleru, który skarżył się, że Chiniquy jest zapaleńcem i fanatykiem. W czasie wielu podróży po okolicznych parafiach miał okazję usłyszeć o wielu skandalach z udziałem księży.
Aby ratować siebie przed czyhającymi na każdego księdza świeckiego pułapkami, w 1846 r. na jedenaście miesięcy wstępuje do Zgromadzenia Oblatów Niepokalanej Maryi z Longueil. Tak krótki pobyt był oczywiście spowodowany tym, że znalazł tam zaprzeczenie tego, czego się spodziewał w klasztorze. Następnie trafił do parafii Longueil, gdzie rozpoczął kampanie przeciwko pijaństwu. Działalność rozszerza się później na całą diecezję Montreal, a nawet jeszcze dalej.
W 1851 roku udał się do Illinois, aby założyć tam kolonię dla francuskich katolików. Udał się tam wraz z grupą 75 tysięcy francuskojęzycznych Kanadyjczyków i kiedy dotarli na miejsce, objęli dziewicze prerie w posiadanie w imię Kościoła Rzymskiego. W trakcie kolonizacji Chiniquy kupował i rozdawał Biblię, czym wzbudzał kontrowersje biskupa.

### Konflikt z biskupem Chicago
W czasie swojej posługi Chiniquy popadał w konflikty z wieloma księżmi i biskupami, jednak konflikt z biskupem O’Reganem (Irlandczykiem) był najtrudniejszy do rozwiązania. Przyczyny tego konfliktu były złożone. Po pierwsze, mieszkając w swojej kolonii Chiniquy nie chciał przyjmować zdemoralizowanych księży będących w dobrych stosunkach z biskupem. Ponadto bał się, że dążenie Kanadyjczyków, aby trzymać się razem może wzbudzić ksenofobię. Niektóre źródła podają, że władza kościelna sprzeciwiała się odprawianiu mszy w języku francuskim (przejaw pielęgnowania kultury francuskiej) oraz przekładania znaczenia Biblii ponad magisterium Kościoła. Hierarcha ten nie cofnął się nawet przed opłaceniem fałszywych świadków w sądzie byle tylko usunąć niewygodnego księdza. Raz miało to miejsce w 1855 r., jednak biskup przegrał proces.

Jakiś czas po tym, w wielu stanach Stanów Zjednoczonych zaczęły pojawiać się w prasie artykuły oskarżające biskupa O’Regana o złodziejstwo, świętokradztwo, krzywoprzysięstwo, a nawet o gorsze występki. Chiniquy wstrząśnięty tymi informacjami postanowił udać się do Chicago, zbadać sprawę dokładniej i zainterweniować w razie potrzeby. Na miejscu dowiedział się, że O’Regan zabrał piękne, uroczyste szaty liturgiczne, jakie Kanadyjczycy zakupili swojemu księdzu i umieścił w swojej katedrze. Innym skandalem było to, że sprzedawał piasek z terenu cmentarza publicznego. Na domiar złego ziemię tę dostał od miasta przed zaprzysiężeniem, że będzie przeznaczona wyłącznie na cmentarz. Interwencja u biskupa skończyła się jednak wybuchem jego nienawiści i uzasadnianiem, że wszystkie dobra należące do katolików są jednocześnie własnością biskupa i może on z nimi robić, co mu się podoba. Chiniquy uznał takie prawo za antychrześcijańskie. Sprawa ponownie zakończyła się wygranym procesem sądowym z podstawieniem fałszywego świadka oskarżającego księdza Charles’a go o zmyślone przewinienia.

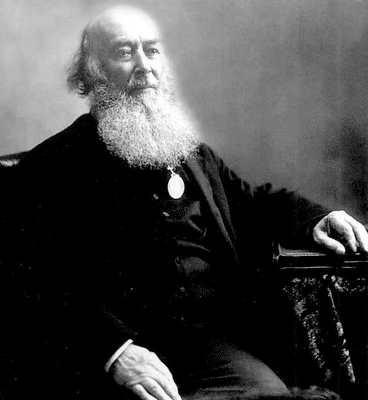
Charles Chiniquy w wieku 80 lat.

Główny oskarżyciel nie poddał się i zaciągnął Chiniquy do sądu w odległym Urbana. Pewien nieznajomy człowiek poradził mu skorzystać z usług nieznanego mu bliżej Abrahama Lincolna. Miało to zapewnić pewne zwycięstwo w procesie, w którym decydującą rolę odgrywają fałszywe oskarżenia. Na rozprawie wyszły one między innymi z ust dwóch księży. Lincoln zręcznie je obalał. Nie udało się jednak zakończyć procesu i trzeba było wyznaczyć termin kolejnego. Samego Chiniquy postanowił odesłać do odległej parafii lub obłożyć interdyktem i ekskomunikować. To drugie prawie się udało, jednak z powodu niespełnienia wymogów formalnych akt ekskomuniki nie był ważny. W roku 1856 przyszedł dzień procesu w Urbana, od którego zależeć miało to, czy Chiniquy trafi za kratki, czy pozostanie wolny. Fałszywi świadkowie (księża) oczywiście nie mieli litości na procesie. Abraham Lincoln doradził, że jedynym wyjściem jest uzyskanie bezpośredniego zeznania od siostry oskarżyciela, w stosunku do której oskarżony miał się dopuścić haniebnych rzeczy. Wieści o procesie szybko pojawiły się w amerykańskiej prasie. Pewna kobieta dowiedziawszy się o tym, przybyła pociągiem do Urbana, gdyż była świadkiem przekupienia siostry oskarżyciela w zamian za danie fałszywego świadectwa. Jej celem było przekonanie sędziego co do niewinności Chiniquy. Odniósł on widowiskowe zwycięstwo, a Lincoln w zamian za udział w trwającym ponad rok procesie wziął tylko symboliczną sumę pieniędzy.
Biskup O’Regan jednak się nie poddał i nadal robił wszystko, aby pozbyć się ks. Chiniquy. Swój sprzeciw wniosło także wielu innych biskupów i księży, którzy apelowali o okazanie posłuszeństwa. Pomimo wielkich i długotrwałych starań, Chiniquy nie udawało się unieważnić nakazu powrotu do Kanady. Trwał w postanowieniu pozostania ze swoimi ludźmi w St. Anne w celu obrony ich przed tyranią despotycznego biskupa. Do konfliktu angażowało się coraz więcej francuskojęzycznych katolików, wiele na temat nieprzyjaznego biskupa pojawiało się w prasie. Jednak duchowieństwo Kanady i USA stawało bardziej po stronie O’Regana. Nawet księża będący najlepszymi i najstarszymi przyjaciółmi początkowo przychylni, pod naciskiem biskupa zdradzili i stanęli także po jego stronie. To zadecydowało o utracie ostatniego złudzenia, że w Kościele Rzymskim są jeszcze duchowni uczciwi i szlachetni. Dopiero napisanie do papieża bardzo obszernego pisma z odpowiednimi dowodami przyczyniło się do usunięcia tyranicznego biskupa. Po interwencji został przeniesiony do Europy.

### Wyjście z Kościoła Rzymskiego
W trakcie całej kapłańskiej posługi Chiniquy zmagał się z, jak to nazywał, wewnętrznym głosem będącym według niego silniejszy niż grom. Głos ten powtarzał najczęściej treści takie, że ten kościół, w którym jest, wcale nie żyje zgodnie z zasadami Ewangelii i nie jest kościołem Chrystusa. Brzmiał tym donioślej, im gorliwiej prosił o uciszenie tego głosu. Po usunięciu biskupa Chicago, nowy biskup przysłał swojego kanclerza na wizytację do St. Anne. Miało to miejsce w 1858 r. Poprosił o napisanie pisma stwierdzającego, że Chiniquy jest nadal lojalnym katolikiem. Ten uznał to za doskonałą okazję, aby w końcu uciszyć ten nie cichnący dniem i nocą głos. Sformułował dokument w taki sposób, aby przekonać samego siebie, że podąża tylko za Słowem Bożym, a nie tylko za kłamliwą ludzką tradycją. Początkowo biskup zaakceptował ten akt poddania, ale pod wpływem namowy ze strony innych hierarchów, zwłaszcza jezuitów, zmienił zdanie. Dał się przekonać, że deklaracja posłuszeństwa Chiniquy jest protestancka, bo deklaruje on posłuszeństwo tylko pod warunkiem jego zgodności ze Słowem Bożym i Ewangelią.
Biskup szybko wezwał podejrzanego do siebie. Stwierdził, że jeśli Chiniquy nie podda się pod autorytet przełożonych bezwarunkowo, nie może być księdzem rzymskokatolickim. On, usłyszawszy to, opuścił biskupa i udał się do pokoju hotelowego w celu oddania się modlitwie. W jej trakcie poczuł się porażająco samotny i odrzucony. Zauważył, że teraz nie ma dla niego miejsca ani w do tej pory najdroższym Kościele Rzymskim, ani u protestantów, z którymi do tej pory tak zawzięcie walczył. Ostatnią deską ratunku okazał się jednak „Nowy Testament”. Rozpaczliwa lektura pozwoliła mu zrozumieć, że dzięki Chrystusowi ma nie tylko wolność, ale też pewność doskonałego zbawienia od grzechów. Wszytko, to co do tej pory miało dla zbawienia wartość-wstawiennictwo Maryi, szkaplerze, odpusty, spowiedź i tak dalej-straciło ją całkowicie. Zrozumiał, że pewne zbawienie jest tylko w Jezusie. Zapragnął także, aby ten dar zbawienia przyjęli ludzie z jego kolonii.
Po powrocie do St. Anne z dużym wahaniem opowiedział o wszystkim zebranym mieszkańcom. Miał największe obawy, co oni zrobią z tą dobrą nowiną, którą przyniósł. Dał im możliwość wyboru pomiędzy przyjęciem daru zbawienia i podążaniu tylko za Chrystusem a poleganiu na ludzkich tradycjach i byciu w niewoli papieża. Wszyscy z entuzjazmem wybrali to pierwsze. Nie pomogła już nic interwencyjna wizyta biskupa ze świtą księży. Został wręcz przez mieszkańców przegoniony. Tych, którzy przyłączyli się do zbawionego Chiniquy po roku było około czterech tysięcy.

### Dalsza działalność
Wraz ze swoją wspólnotą przyłączył się do Prezbiteriańskiego Kościoła Stanów Zjednoczonych. W kolejnych latach sporo podróżował, głównie w odpowiedzi na zaproszenia innych wspólnot protestanckich. Był wiele miesięcy w Montrealu, odwiedził Wyspę Księcia Edwarda oraz kilka państw europejskich oraz Australię i Nową Zelandię. Wygłosił wiele kazań, głównie obnażających błędy Kościoła Rzymskiego. Nie uniknął jednak licznych prześladowań ze strony katolików podżeganych przez księży, zwłaszcza w czasie odwiedzin rodzimej Kanady. Wiele razy zostawał ranny i ledwo udawało mu się ujść z życiem.
Pisał traktaty i artykuły. Napisał kilka książek. Najlepiej znane to: „Pięćdziesiąt lat w Kościele Rzymskim”, „Ksiądz, kobieta i konfesjonał” oraz „Czterdzieści lat w Kościele Chrystusa”. Przez jednego z jego biografów był określony najlepiej sprzedającym się autorem w historii Kanady. Zmarł w spokoju po krótkiej chorobie w swoim domu w Montrealu w 1899 r.